# Eduardo Gutiérrez de Cabiedes
Eduardo Gutiérrez de Cabiedes y Fernández de Heredia (Madrid, 14 de enero de 1940 - Pamplona, 3 de junio de 1987) fue un jurista y profesor universitario español. Catedrático de Derecho Procesal en las Universidades de Santiago de Compostela y Navarra, fue el primer director del centro asociado de la UNED de Pamplona.   

## Biografía

### Formación y actividad académica
Licenciado en Derecho (sexta promoción) en la Facultad de Derecho de la Universidad de Navarra, donde inició su actividad docente como profesor ayudante de Derecho Procesal en el curso 62-63. Después de obtener el doctorado en ese mismo centro académico, fue nombrado profesor adjunto en 1966 y en 1970 obtuvo por oposición la primera agregación de Derecho Procesal en la Universidad Complutense de Madrid. 
Entre julio de 1971 y septiembre de 1973 ocupó la cátedra de su especialidad en la Universidad de Santiago. Regresó después a Navarra como profesor Ordinario de Derecho Procesal para sustituir a su director de tesis y maestro, el profesor Jorge Carreras Llansana que había sido nombrado rector de la Universidad de Barcelona. 
Autor de numerosas publicaciones, artículos de investigación, libros y manuales, como «La Enajenación Forzosa», «Estudios de Derecho Procesal» y otros muchos, formó parte del equipo letrado en el proceso de la Barcelona Traction, que enfrentó a los Gobiernos de Bélgica y España ante el Tribunal Internacional de Justicia de La Haya. Falleció en Pamplona el 3 de junio de 1987.

### Cargos de gobierno
Primer director del centro asociado de Navarra de la Universidad Nacional de Educación a Distancia (UNED), cargo que ostentó desde 1973 hasta 1981. Asimismo, el 11 de diciembre de 1980, fue elegido por unanimidad de todos los directores de Centros de la UNED como presidente de la Junta de Directores de la Universidad Nacional de Educación a Distancia, máximo órgano consultivo y representativo de los centros asociados de la UNED ante la Junta de Gobierno de la Universidad. Fue vicedecano de la Facultad de Derecho de la Universidad de Navarra hasta su fallecimiento.

## Distinciones
El 28 de enero de 1988 le fue concedida, a título póstumo, la medalla de plata de la Universidad de Navarra. El 4 de marzo de 1988, la Universidad de Navarra celebró un acto académico en su memoria, presidido por el rector Alfonso Nieto Tamargo y en el que participaron su discípulo, el profesor Faustino Cordón Moreno, su compañero el profesor José Almagro Nosete, y su maestro, el profesor Jorge Carreras Llansana. Asistieron al acto su esposa, María Teresa Hidalgo de Caviedes Ríos, sus diez hijos, así como otros académicos y amigos.  